# 2MASS J21392676+0220226
2MASS J21392676+0220226 eller CFBDS J213926+02202, är en ensam stjärna belägen i den norra delen av stjärnbilden Vattumannen. Den har en skenbar magnitud av ca 14,7 (J) och kräver ett kraftfullt teleskop för att kunna observeras. Baserat på uppmätt parallax på ca 96,5 mas beräknas den befinna sig på ett avstånd av ca 34 ljusår (ca 10 parsec)från solen. Den rör sig närmare solen med en heliocentrisk radialhastighet av ca -25 km/s. Stjärnan ingår i Carina-Near-rörelsegruppen.

## Egenskaper

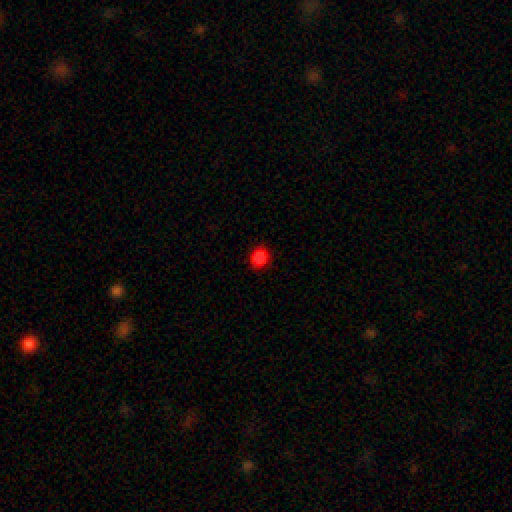
2MASS J21392676+0220226

2MASS J21392676+0220226 är en brun dvärgstjärna av spektralklass T1.5 vars yta tros vara värd för en massiv storm, vilken resulterar i stor variation i färgen. Den har en massa av ca 15 jupitermassor, en radie av ca 1,2 jupiterradie och har en effektiv temperatur av ca 1 100 K. 
Molnen på den bruna dvärgen är modellerade som fläckiga forsteritmoln på hög höjd ovanför ett djupare, optiskt tjockt järnmoln. Silikatmolnen täcker 75-91 procent av ytan på den bruna dvärgen. En alternativ modell från omkring 2016 kan förklara variationen och atmosfären hos denna bruna dvärg utan moln.
Stjärnan troddes, baserat på en studie från 2010, vara en dubbelstjärna, men har sedan dess visat sig vara singel.